# Municipio de Clark (condado de Logan)
El municipio de Clark (en inglés: Clark Township) es un municipio ubicado en el condado de Logan en el estado estadounidense de Arkansas. En el año 2010 tenía una población de 1261 habitantes y una densidad poblacional de 18,09 personas por km².

## Geografía
El municipio de Clark se encuentra ubicado en las coordenadas 35°19′55″N 93°38′10″O / 35.33194, -93.63611. Según la Oficina del Censo de los Estados Unidos, el municipio tiene una superficie total de 69.71 km², de la cual 68,97 km² corresponden a tierra firme y (1,07 %) 0,75 km² es agua.

## Demografía
Según el censo de 2010, había 1261 personas residiendo en el municipio de Clark. La densidad de población era de 18,09 hab./km². De los 1261 habitantes, el municipio de Clark estaba compuesto por el 91,67 % blancos, el 2,06 % eran afroamericanos, el 0,4 % eran amerindios, el 4,28 % eran asiáticos y el 1,59 % eran de una mezcla de razas. Del total de la población el 0,79 % eran hispanos o latinos de cualquier raza.